# Pedro Gordillo y Ramos
Pedro Gordillo y Ramos  (6 de mayo de 1773, Santa María de Guía, Gran Canaria (Islas Canarias, España) - 1844, La Habana, Cuba) fue un destacado político y sacerdote canario considerado gran parlamentario y orador. Llegó a ser presidente de las Cortes de Cádiz representando a Canarias. Así, como una de las personas que redactaron la Carta Magna con la que supo poner fin al Antiguo Régimen.

## Biografía
Pedro José Gordillo y Ramos nació el 6 de mayo de 1773, en el barrio de Tres Palmas, en Santa María de Guía, Gran Canaria, Canarias, España hijo de Jose Gordillo Moreno y Juana Ramos, naturales de Santa Maria de Guía. Cuando era niño fue cuidado por el famoso historiador José de Viera y Clavijo, hecho que influyó en su deseo para estudiar una carrera religiosa. Así, cuando tenía 26 años, tras ingresar en la ermita de San Antonio Abad, se convirtió en sacerdote en la misma,  alcanzando posteriormente el puesto de párroco de la Iglesia del Sagrario. 
Sin embargo, cuando se desarrolló la invasión napoleónica, esta influyó negativamente en la política canaria, provocando un vacío de poder en el archipiélago. Aprovechando ese hecho, el gobierno de la isla de Tenerife decidió crear allí la Junta Suprema Gubernativa, en un momento en que Gran Canaria y Tenerife luchaban por la capitalidad de las islas, capitalidad que tenía, en estos momentos, Tenerife. Por ese motivo, en Gran Canaria se convocó el Cabildo Permanente. Fue entonces cuando Gordillo, aún sacerdote, entró en el ámbito político participando en las asambleas de ese Cabildo, destacando en su defensa de Gran Canaria.
Fue elegido como diputado para representar los intereses grancanarios en las Cortes de Cádiz en 1810 y en abril de 1813 llegó a presidir dichas cortes. En ellas luchó por las ideas liberales y por el cambio político y social de la isla, destacándose en sus propuesta para abolir el Régimen señorial, las regalías en Canarias y el vasallaje en España. 
Gordillo también propuso una Universidad en Las Palmas pero Tenerife decidió rechazar la propuesta, basándose en el Decreto de 16 de septiembre de 1816. Es entonces cuando se crea la Universidad de San Fernando de La Laguna y Las Palmas no consigue tener una universidad hasta la segunda mitad del siglo XX.
Tras abandonar las cortes de Cádiz, emigró a La Habana, Cuba, donde vivió los últimos años de su vida. Allí ocupó un cargo elevado dentro de la catedral de la ciudad. Murió en 1844 en dicha capital.

## Sus propuestas más relevantes
Muchas de sus propuestas para conseguir una mejor calidad de vida en Gran Canaria fueron aprobadas por las Cortes de Cádiz, pudiéndose, entre otras, destacar las siguientes:
- El fortalecimiento de los puertos canarios (especialmente en lo que se refiere las islas menores).
- La primera apertura de pozos en el Sur de Gran Canaria, que durante mucho tiempo fueron muy útiles en la isla.
- Logró impulsar la igualdad de pesos y medidas, que hasta ese momento se diferenciaban según la isla.
- La creación de nuevos curatos.
- Donación desde Cuba de una campana para la Iglesia de Guía